# Club sportif multisport gennevillois rugby
Pour les articles homonymes, voir CSM.
Maillots
Actualités
Dernière mise à jour : 5 décembre 2010.
Le Club sportif multisport gennevillois rugby ou CSM gennevillois rugby est un club francilien de rugby à XV, basé à Gennevilliers, dans le département des Hauts-de-Seine (92), dans la banlieue nord-ouest de Paris.
Ses équipes fanion masculine et féminine sont très performantes. Les femmes participent au Championnat de France féminin de rugby à XV, tandis que les hommes ont remporté le titre de Fédérale 2 (4e division) en 2005 et évoluent en Fédérale 1, l'élite du championnat de France amateurs, depuis la saison 2005-06.

## Palmarès
- Seniors féminines 
  - Championnes de France B en 1990,
  - Demi-finalistes de l’Elite 1 en 1991, 1996, 2000, 2001 et en 2003
- Coupe de France féminine de rugby à XV :
  - Finaliste : 1992
- Championnat de France de rugby à sept élite féminine :
  - Finaliste : 2012 et 2014
- Séniors masculins
  - Champions de France de Fédérale 2b en 2004
  - Champions de France de Fédérale 2 en 2005 (contre l'Étoile sportive catalane 24-15)
  - Demi-finalistes de de Fédérale 2b en 2024 (Défaite contre les futurs Champion de France Soustons)
  - Champions de France de Fédérale 2b en 2025 (contre Saverdum 18-11)

## Liste des joueuses

### Internationales
Jouent ou ont joué en Équipe de France de rugby à XV féminin :
- Anne Gille, Arrière
- Delphine Roussel, Pilier
- Valerie Maillet, Demi de Mêlée
- Valerie Quilis, 3/4 Aile
- Anne Bergougnoux, Pilier
- Isabelle Hauville, 2e Ligne
- Virginie Tardif, Pilier
- Nathalie Lalanne, Talonneur
- Chloé Rouanet, 3e Ligne Centre
- Marianne Le Nair, Talonneur
- Céline Brunet, Demi D’ouverture
- Ingrid Muller, 3/4 Centre
- Marie Caroline Rousset, 3e Ligne Aile
- Christelle Le Duff, Arrière
- Cathy Devillers, 3/4 Aile
- Sandrina Girardi, Demi De Mêlée
- Sandrine Agricole, 3/4 Centre
- Julie Jenevein, 2e Ligne
- Chantal Garat, 3/4 Centre
- Aurélie Jazeron, 3/4 Centre

## Joueurs et entraîneurs célèbres
- Éric Blanc
- Rodolphe Modin

## Liste des entraîneurs
- Bernard Delfour 1984-2005
- Pascal Tricot 2005-2006
- Olivier Hennequin 2005-2006
- Jean-Marie Saint-Clément 2023-2025 (demi-finaliste lors de la saison 2023-2024 et Champion de France en 2024-2025 de Fédérale 2b)